# しさか (掃海艇)
しさか（ローマ字：JDS Shisaka, MSC-605、YAS-62）は、海上自衛隊の掃海艇。かさど型掃海艇の2番艇。艇名は四阪島に由来する。旧海軍日振型海防艦「四阪」に次いで日本の艦艇としては2代目。

## 艦歴
「しさか」は、昭和30年度計画掃海艇305号艇として、日本鋼管鶴見造船所で1957年7月20日に起工され、1958年3月20日に進水、1958年8月16日に就役し、同日付で新編された横須賀地方隊第32掃海隊に編入された。
1959年3月16日、第32掃海隊が第1掃海隊群に編入。
1961年9月1日、第32掃海隊が第2掃海隊群に編入。
1969年3月15日、第32掃海隊が横須賀地方隊に編入。
1973年8月24日、特務船に種別変更され、船籍番号がYAS-62に変更。
1983年3月30日、除籍。